# Publius Memmius Regulus
Publius Memmius Regulus († 61) war ein römischer Politiker und Senator des 1. Jahrhunderts n. Chr.
Regulus galt als Inbegriff der Kaisertreue: Im Jahr 31 fiel ihm beim Sturz des Prätorianerpräfekten Seianus und somit bei der Rettung des Tiberius vor dessen Verschwörung eine entscheidende Rolle zu; an Caligula trat er, entsprechend dem Wunsch des Kaisers, seine Frau Lollia Paulina ab. Unter Caligula und Claudius diente er als Statthalter der wichtigsten Provinzen. Nero sagte während einer schweren Erkrankung, er könne ruhig sterben, denn Regulus sei da und werde die res publica beschützen. Als absolut verlässlichen Mann beschrieb ihn Cassius Dio.
Regulus war ein homo novus und stammte aus Ruscino in der Provinz Gallia Narbonensis. Als Kandidat des Kaisers Tiberius kam er zur Quästur und Prätur. Er war Mitglied mehrerer Priesterschaften, darunter die Septemviri epulonum, frates Arvales und sodales Augustales.
Im Jahr 31 war Regulus zusammen mit Lucius Fulcinius Trio Suffektkonsul. Regulus wurde zweifellos auf Tiberius’ Befehl hin zum Konsul ernannt, um Macro bei der Unterdrückung des Seianus zu unterstützen. Am 18. Oktober 31 übermittelte er gemeinsam mit Macro die Anweisungen des Kaisers im Senat, verlas den Brief, in dem Seianus angeklagt wurde, und forderte dessen Inhaftierung. Regulus fragte nur einen Senator nach seiner Meinung über den Gestürzten und führte Seianus persönlich in den Kerker, wo er hingerichtet wurde. Später reiste er auf Tiberius’ Befehl nach Capri, um den Kaiser sicher nach Rom zu begleiten, wurde jedoch von diesem zurückgewiesen, obwohl er stets dessen Sache verteidigt hatte. Gegen Ende des Jahres brach ein Streit mit seinem Kollegen Trio aus, der ihn für seine Nachlässigkeit gegen Seianus’ Anhänger kritisierte. Regulus zog Trio wegen des Verdachts der Verschwörung zur Untersuchung, doch auf Bitten vieler Senatoren legten sie ihre Feindschaft bei, blieben jedoch verfeindet, bis sie ihr Amt niederlegten. Im Jahr 32 wurde Regulus von Decimus Haterius Agrippa angegriffen, warum er nach den gegenseitigen Anschuldigungen nun schweige. Regulus erklärte, die Zeit der Rache werde kommen, doch durch Quintus Sanquinius Maximus wurde der Frieden im Senat wiederhergestellt.
Im Jahr 35 wurde Regulus Statthalter über Moesia, Macedonia und Achaia. Er verwaltete die Balkanhalbinsel bis 44 gewissenhaft, wie zahlreiche Inschriften zeigen. Von Caligula wurde er beauftragt, die Statue des olympischen Zeus des Phidias nach Rom zu bringen, um sie auf dem Palatin aufzustellen. Er weigerte sich jedoch, diesen Befehl auszuführen, unter dem Vorwand, die Statue könne auf dem Weg Schaden nehmen, und entging durch Caligulas Tod einer Verurteilung. Nach seiner Rückkehr nach Rom im Jahr 44 wurde er Prokonsul der Provinz Asia (um 48/49).
Sein Sohn war Gaius Memmius Regulus, Konsul im Jahr 63.